# Johannes Patrick
Johannes Christopher Patrick (* 30. Dezember 2001 in Tokio) ist ein deutscher Basketballspieler.

## Laufbahn
Der Sohn des US-amerikanischen Basketballtrainers John Patrick spielte als Jugendlicher beim ASC 1864 Göttingen, der BG 74 Göttingen sowie der BSG Ludwigsburg.
In der Basketball-Bundesliga wurde Patrick bei den MHP-Riesen Ludwigsburg von seinem Vater John als Trainer erstmals im Mai 2019 eingesetzt. Gegner bei seinem Kurzeinsatz war die BG Göttingen. In seinem zweiten Bundesliga-Einsatz im Juni 2020 gab dessen jüngerer Bruder Jacob seinen Einstand in der höchsten deutschen Spielklasse. Kurz darauf (Ende Juni 2020) stand er mit Ludwigsburg in den beiden Endspielen um die deutsche Meisterschaft, die man aber beide gegen Berlin verlor. In der Saison 2021/22 errang er mit Ludwigsburg im europäischen Vereinswettbewerb Champions League die Bronzemedaille.

### Nationalmannschaft
Im Februar 2023 erhielt Patrick seine erste Berufung ins Aufgebot der deutschen A-Nationalmannschaft. Im Sommer 2023 war er Mitglied einer U23-Auswahl des Deutschen Basketball-Bunds, die unter der Leitung von Bundestrainer Gordon Herbert an einem internationalen Turnier im kanadischen Toronto teilnahm. 2024 wurde Patrick gemeinsam mit seinem Bruder Jacob in die deutsche A2-Nationalmannschaft berufen.